# Damián Delgado
Damián Delgado es un actor mexicano de cine y televisión, nacido en Oaxaca, México. Actuó en la cinta aclamada por la crítica del cine mexicano La Otra Conquista  y fue coprotagonista en la cinta de John Sayles, Men with Guns . Sus créditos en cine incluyen películas como Estas cebollas no me hacen llorar, Un rincón del paraíso y En virtud de un hechizo. Delgado ha aparecido con frecuencia en la televisión y en anuncios publicitarios. Estudió una licenciatura en Literatura Dramática y Teatro en el Centro Teatral de la Universidad de México, y también es un bailarín con una amplia formación en danza moderna y ballet clásico.